# Isla Balambangan
Isla Balambangan (en malayo: Pulau Balambangan) es el nombre de una isla que se encuentra situada en el extremo norte de Borneo, en el estado malayo de Sabah. Es parte de la División de Kudat y está situada a unos 3 kilómetros al oeste de la isla Banggi.
Esta isla fue uno de los primeros lugares en lo que hoy es Malasia, donde los comerciantes británicos establecieron un puesto comercial. En ese momento, los británicos se referían a ella como Isla Felicia.
En 1761, Alexander Dalrymple de la Compañía Británica de las Indias Orientales llegó a un acuerdo con el Sultán de Sulu que le permitirá la ocupación de la isla. Un puerto libre se estableció entonces aquí, siendo este de importancia para los intereses de Gran Bretaña en la región de Asia oriental, debido al comercio con China. El puerto sin embargo no logró convertirse en un éxito a largo plazo debido a constantes ataques piratas, así como por otras razones.